# Франклін (Айдахо)
Франклін (англ. Franklin) — місто в окрузі Франклін, штат Айдахо, США. Згідно з переписом 2010 року населення становило 641 особу, що не відрізняється від показника 2000 року.

## Географія
Франклін розташований за координатами 42°0′43″ пн. ш. 111°48′14″ зх. д. / 42.01194° пн. ш. 111.80389° зх. д. (42.011902, -111.803757).  За даними Бюро перепису населення США в 2010 році місто мало площу 3,33 км², з яких 3,27 км² — суходіл та 0,07 км² — водойми.

## Демографія

### Перепис 2010 року
За даними перепису 2010 року, у місті проживала 641 особа у 221 домогосподарстві у складі 155 родин. Густота населення становила 196,4 ос./км². Було 236 помешкань, середня густота яких становила 72,3/км². Расовий склад міста: 91,1% білих, 0,5% афроамериканців, 0,5% індіанців, 6,2% інших рас, а також 1,7% людей, які зараховують себе до двох або більше рас. Іспанці та латиноамериканці незалежно від раси становили 13,1% населення.
Із 221 домогосподарства 42,5% мали дітей віком до 18 років, які жили з батьками; 62,4% були подружжями, які жили разом; 5,0% мали господиню без чоловіка; 2,7% мали господаря без дружини і 29,9% не були родинами. 26,7% домогосподарств складалися з однієї особи, в тому числі 12,2% віком 65 і більше років. У середньому на домогосподарство припадало 2,90 мешканця, а середній розмір родини становив 3,61 особи.
Середній вік жителів міста становив 29,9 року. Із них 34,3% були віком до 18 років; 9,8% — від 18 до 24; 23,9% від 25 до 44; 19,2% від 45 до 64 і 12,6% — 65 років або старші. Статевий склад населення: 49,8% — чоловіки і 50,2% — жінки.
Середній дохід на одне домашнє господарство  становив 47 584 долари США (медіана — 45 217), а середній дохід на одну сім'ю — 55 596 доларів (медіана — 46 810). За межею бідності перебувало 11,5 % осіб, у тому числі 7,3 % дітей у віці до 18 років та 13,2 % осіб у віці 65 років та старших.
Цивільне працевлаштоване населення становило 297 осіб. Основні галузі зайнятості: виробництво — 20,9 %, освіта, охорона здоров'я та соціальна допомога — 19,5 %, роздрібна торгівля — 10,8 %, сільське господарство, лісництво, риболовля — 10,1 %.

### Перепис 2000 року
За даними перепису 2000 року, в місті проживала 641 особа у 195 домогосподарствах у складі 156 родин. Густота населення становила 325,6 ос./км². Було 219 помешкань, середня густота яких становила 111,3/км². Расовий склад міста: 88,92% білих, 0,16% індіанців, 9,05% інших рас і 1,87% людей, які зараховують себе до двох або більше рас. Іспанці та латиноамериканці незалежно від раси становили 9,67% населення.
Із 195 домогосподарств 47,7% мали дітей віком до 18 років, які жили з батьками; 69,2% були подружжями, які жили разом; 5,1% мали господиню без чоловіка, і 20,0% не були родинами. 17,9% домогосподарств складалися з однієї особи, в тому числі 10,8% віком 65 і більше років. У середньому на домогосподарство припадало 3,29 мешканця, а середній розмір родини становив 3,79 особи.
Віковий склад населення: 40,1% віком до 18 років, 8,9% від 18 до 24, 26,8% від 25 до 44, 14,7% від 45 до 64 і 9,5% від 65 років і старші. Середній вік жителів — 26 року. Статевий склад населення: 48,5 % — чоловіки і 51,5 % — жінки. 
Середній дохід домогосподарств у місті становив $33 026, родин — $34 191. Середній дохід чоловіків становив $27 417 проти $24 000 у жінок. Дохід на душу населення в місті був $10 346. Приблизно 10,9% родин і 14,1% населення перебували за межею бідності, включаючи 19,0% віком до 18 років і 10,3% від 65 і старших.